# Thiết quân luật

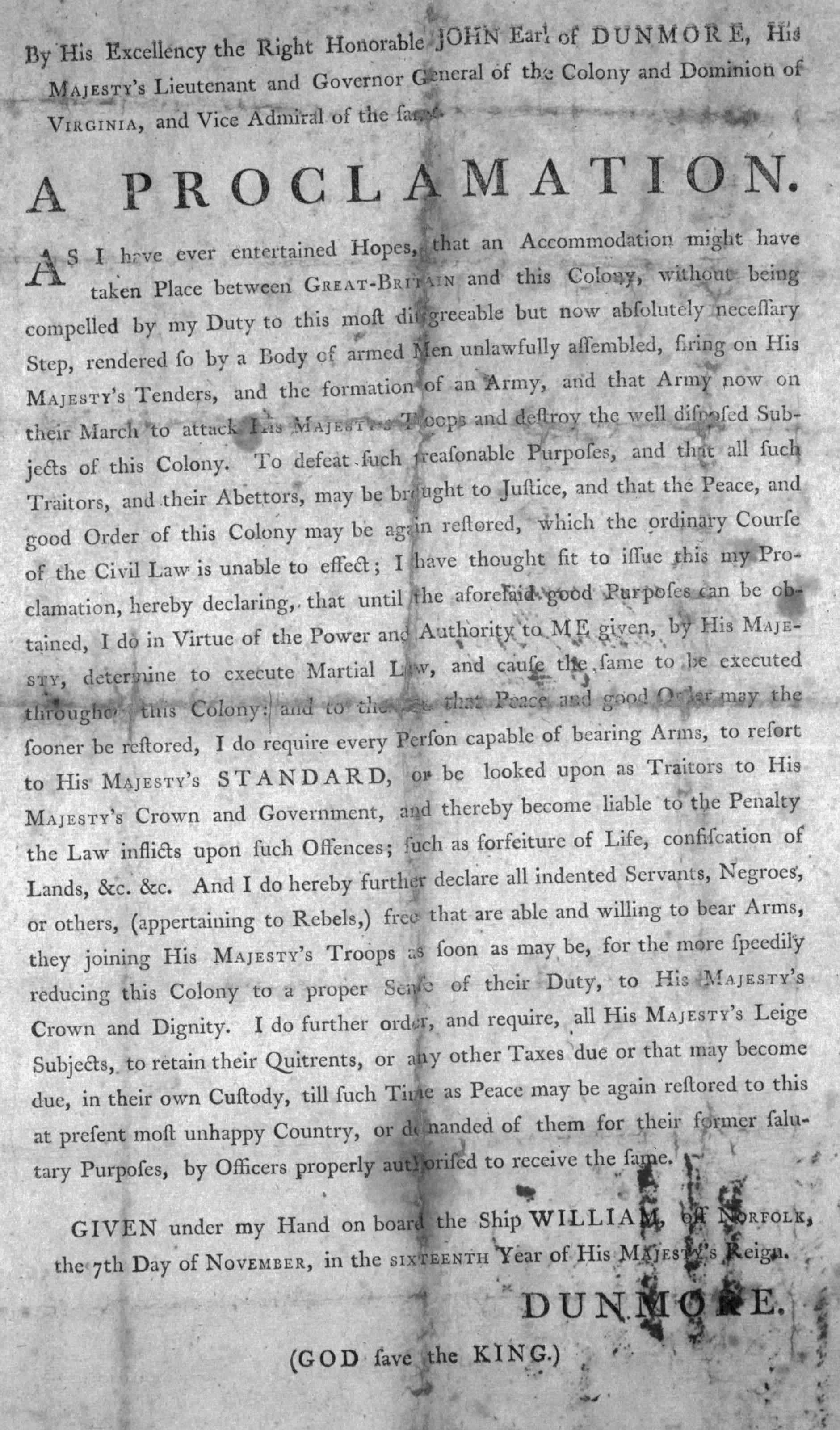
Tuyên bố của Dunmore tuyên bố thiết quân luật ở Thuộc địa Virginia vào ngày 27 tháng 5 năm 1775, vài tháng sau khi bắt đầu Chiến tranh Cách mạng Hoa Kỳ

Thiết quân luật là sự áp đặt kiểm soát quân sự trực tiếp đối với các chức năng dân sự thông thường hoặc đình chỉ luật dân sự của chính phủ, đặc biệt là để đối phó với tình trạng khẩn cấp tạm thời khi lực lượng dân sự không còn khả năng quản lý, hoặc trong một lãnh thổ bị chiếm đóng.
Thiết quân luật có thể được các chính phủ sử dụng để thực thi sự cai trị của họ đối với công chúng, .
Thiết quân luật cũng đã được áp đặt trong các cuộc xung đột, và trong các trường hợp nghề nghiệp trong đó sự vắng mặt của bất kỳ chính phủ dân sự nào khác khiến cho dân số không ổn định. Ví dụ về hình thức cai trị quân sự này bao gồm tái thiết sau Thế chiến II ở Đức và Nhật Bản, sự phục hồi và tái thiết của Liên bang Hoa Kỳ trước đây trong Thời kỳ Tái thiết ở Hoa Kỳ sau Nội chiến Hoa Kỳ và Đức chiếm đóng miền Bắc nước Pháp giữa năm 1871 và 1873 sau khi Hiệp ước Frankfurt kết thúc Chiến tranh Pháp-Phổ.
Thông thường, việc áp dụng thiết quân luật đi kèm với giới nghiêm; sự đình chỉ của luật dân sự, quyền công dân và văn phòng dân sự; và việc áp dụng hoặc mở rộng  luật quân sự hoặc công lý quân sự cho dân thường. Thường dân bất chấp thiết quân luật có thể phải chịu tòa án quân sự.

## Nguyên nhân, tình huống áp dụng
Thiết quân luật thường được áp dụng tạm thời khi chính quyền dân sự không hoạt động hiệu quả (ví dụ trong việc duy trì trật tự và an ninh hoặc cung cấp các dịch vụ thiết yếu). Trong trường hợp thiết quân luật ở mức độ cao nhất, sĩ quan quân đội cấp cao nhất sẽ tiếp quản hoặc nhậm chức, hoặc ở vai trò như thống đốc quân đội hoặc ở vai trò là người đứng đầu chính phủ, theo đó tước hết mọi quyền lực từ nhà điều hành, lập pháp và tư pháp của chính phủ trước đó.
Thiết quân luật có thể được chính quyền sử dụng để áp đặt người dân thực thi theo luật lệ của họ. Tình huống như vậy có thể xảy ra sau một cuộc đảo chính (như đảo chính tại Thái Lan năm 2006); hoặc xảy ra khi bị đe dọa bởi cuộc biểu tình của nhân dân (như cuộc biểu tình Thiên An Môn năm 1989 tại Trung Quốc); hoặc để đàn áp phe đối lập chính trị (như tại Ba Lan vào năm 1981); hoặc để ổn định những cuộc nổi dậy (như cuộc khủng hoảng tháng 10 năm 1970 tại Canada). Tuyên bố thiết quân luật cũng có thể được đưa ra trong trường hợp thiên tai lớn. Tuy nhiên, hầu hết các nước sử dụng một hình thức pháp lý khác gọi là "Tình trạng Khẩn cấp".
Thiết quân luật cũng đã được áp đặt trong khi diễn ra các cuộc xung đột, chiến tranh và tại các khu vực bị chiếm đóng, nơi việc không có chính quyền dân sự là tiền đề cho tình trạng người dân bất ổn định. Điển hình của hình thức cai trị quân sự này là ở khoảng thời gian tái thiết sau Thế chiến thứ II tại Đức và Nhật Bản, cũng như việc tái thiết miền Nam sau cuộc Nội chiến Hoa Kỳ.
Thông thường, việc áp dụng thiết quân luật đi kèm với lệnh giới nghiêm, đình chỉ pháp luật dân sự, giảm các quyền dân sự thông thường của công dân, giới hạn độ dài thời gian quá trình xét xử (còn gọi là quyền bảo hộ nhân thân) và quy định nhiều hình phạt nghiêm khắc hơn luật bình thường, đồng thời áp dụng luật quân sự mở rộng hoặc tư pháp quân sự đối với dân thường. Công dân bất tuân thiết quân luật có thể bị đưa ra tòa án quân sự. Tại nhiều quốc gia, thiết quân luật quy định hình phạt tử hình đối với một số tội phạm nhất định, dù cho luật bình thường không quy định tội phạm hay hình phạt đó trong hệ thống của pháp luật.

## Phân biệt giữa Thiết quân luật và Tình trạng khẩn cấp
- Trong trường hợp Thiết quân luật quân đội điều hành chính quyền, trong khi trong tình trạng khẩn cấp chính quyền dân sự vẫn nắm quyền. Tình trạng khẩn cấp thường có những giới hạn được ghi trong hiến pháp, hoặc có những quy định những quyền công dân nào có thể được đình chỉ và khi nào tài sản có thể bị tịch thu. Thiết quân luật cho phép quân đội trên căn bản làm những gì họ muốn và đình chỉ hầu hết các luật dân sự và cả hiến pháp.
- Tình trạng khẩn cấp thường được ban hành trong những thiên tai lớn như bão lụt, mặc dù dân chúng ổn định. Thiết quân luật, ngược lại, thường được tuyên bố khi một người trung bình có thể vi phạm luật vì thiếu một chính phủ dân sự làm chủ tình hình.
- Thường thì Thiết quân luật được ban hành không giới hạn thời gian và được hủy bỏ rất chậm, những người có rất ít quyền lực chính trị, bất thình lình lên điều hành cả một vùng hay cả một nước. Tình trạng khẩn cấp thường có tính cách địa phương, và những người điều hành là những người đang nắm quyền như thống đốc hay lực lượng cảnh sát địa phương. Thêm nữa, Tình trạng khẩn cấp thường được hoạch định để chấm dứt nhanh chóng, trở về tình trạng nguyên thủy trước thảm họa.[4]

## Theo quốc gia

### Ai Cập

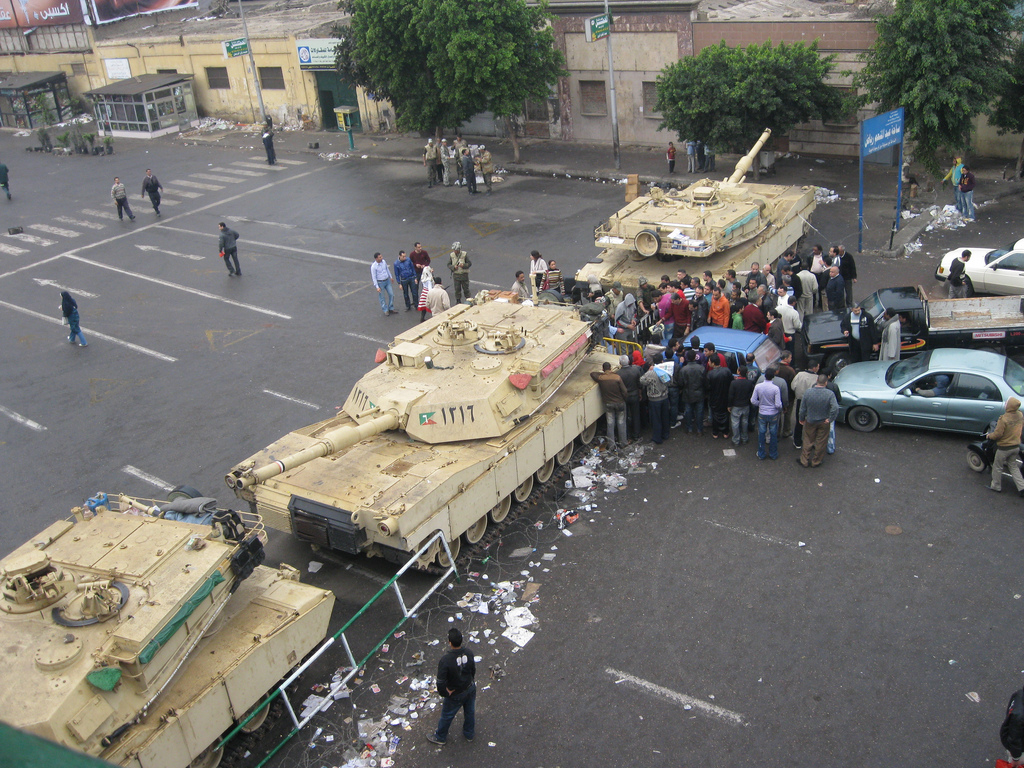
Thiết quân luật tại Ai Cập: một chốt chặn ra vào bằng xe tăng của quân đội trong cuộc Cách mạng Ai Cập 2011.

Tại Ai Cập, Tình trạng Khẩn cấp đã có hiệu lực gần như liên tục từ năm 1967. Sau vụ ám sát Tổng thống Anwar el-Sadat vào năm 1981, Tình trạng Khẩn cấp đã được tuyên bố suốt đến nay. Kể từ khi được áp dụng, Quốc hội Ai Cập mỗi ba năm lại gia hạn thiết quân luật. Năm 2003, tình trạng này gia hạn kéo dài đến năm 2006. Nhiều kế hoạch cũng được đặt ra để thay thế Tình trạng Khẩn cấp bằng các bộ luật chống khủng bố mới. Nhưng sau các vụ đánh bom Dahab vào tháng 4 năm đó, Tình trạng Khẩn cấp lại được gia hạn thêm hai năm nữa. Năm 2008, tình trạng này được cho phép kéo dài đến năm 2010. Năm 2010, Tình trạng Khẩn cấp lại tiếp tục được gia hạn, mặc dù theo lời hứa từ chính phủ là nó chỉ được áp dụng duy nhất đối với các nghi phạm 'khủng bố và ma túy'.
Tình trạng Khẩn cấp cho phép tòa án quân sự quyền xét xử dân thường và cho phép chính quyền bắt giữ bất cứ ai bị coi là đe dọa an ninh quốc gia trong thời gian 45 ngày gia hạn và không cần có lệnh của tòa án. Các cuộc biểu tình công chúng bị cấm theo quy định của pháp luật. Ngày 10 tháng 2 năm 2011, cựu Tổng thống Ai Cập, Hosni Mubarak, hứa hẹn xoá bỏ điều khoản hiến pháp có liên quan đến việc hợp pháp hoá Tình trạng Khẩn cấp nhằm làm hài lòng số lượng lớn người đang biểu tình yêu cầu ông từ chức. Ngày 11 tháng 2 năm 2011, tổng thống bị truất quyền và phó tổng thống Omar Suleiman trên thực tế đã tuyên bố thiết quân luật trên đất nước khi chuyển toàn bộ quyền lực dân sự từ bộ máy tổng thống sang bộ máy quân sự. Điều này có nghĩa là toàn bộ quyền hành pháp của tổng thống, quyền lập pháp của quốc hội và quyền tư pháp đều được chuyển giao trực tiếp vào hệ thống quân sự. Sau đó hệ thống quân sự có thể uỷ quyền hoặc truất quyền bất kỳ tổ chức dân sự trong phạm vi lãnh thổ được áp đặt Tình trạng Khẩn cấp.
Dưới chế độ thiết quân luật, nguồn gốc của quyền lực không phải là ở người dân, không phải là ở quốc hội hay hiến pháp, mà nằm trong tay hội đồng tối cao của quân đội. Quân đội đã tuyên bố trong thông cáo thứ ba rằng sẽ "kết thúc Tình trạng Khẩn cấp ngay sau khi trật tự được khôi phục ở Ai Cập". Trước khi áp đặt thiết quân luật, dựa trên hiến pháp, Quốc hội Ai Cập có thẩm quyền dân sự để tuyên bố Tình trạng Khẩn cấp. Khi thiết quân luật được tuyên bố, quân đội được nắm mọi quyền hạn của nhà nước, bao gồm cả giải tán quốc hội và đình chỉ hiến pháp như quân đội đã làm trong thông cáo thứ năm. Dưới chế độ thiết quân luật, khuôn khổ pháp lý duy nhất trong lãnh thổ Ai Cập là những thông cáo được đánh số mà quân đội đưa ra. Những thông cáo này có thể lập tức đưa bất kỳ luật dân sự nào trở lại có hiệu lực. Các thông cáo quân sự là hiến pháp và khuôn khổ pháp lý thực quyền hiện hành trên lãnh thổ Ai Cập. Điều này có nghĩa là mọi sự vụ của nhà nước đều bị ràng buộc bởi Công ước Geneva.

### Canada
Tại Canada, thiết quân luật đã được áp dụng ba lần: trong Thế chiến thứ I, Thế chiến thứ II và trong cuộc khủng hoảng tháng 10 năm 1970. Năm 1988, thiết quân luật (hay Đạo luật Biện pháp Chiến tranh) được thay thế bởi Đạo luật Tình trạng Khẩn cấp.
Trước năm 1837, thiết quân luật được công bố và áp đặt trên lãnh thổ của tỉnh Quebec trong cuộc xâm lược của quân đội của Quốc hội Lục địa Hoa Kỳ vào Canada từ 1775-1776. Nó cũng đã được áp dụng hai lần trên lãnh thổ của Hạ Canada trong cuộc nổi dậy 1837-1838.

### Đài Loan
Sau Thế chiến thứ II, Đài Loan trở thành Trung Hoa Dân Quốc, sau đó mở đầu giai đoạn thiết quân luật dài nhất trong lịch sử hiện đại vào thời điểm đó. Nối tiếp những hậu quả của vụ thảm sát 28 tháng 2 năm 1947, thiết quân luật được ban bố vào năm 1948 bất chấp nền dân chủ đã hứa hẹn trong Hiến pháp của Trung Hoa Dân Quốc. Sau khi chính quyền theo chủ nghĩa quốc gia dân tộc của Trung Hoa Dân Quốc đánh mất quyền kiểm soát lãnh thổ của mình ở Trung Quốc đại lục vào tay Đảng Cộng sản Trung Quốc, rút về Đài Loan vào năm 1949, do nhận thức về nhu cầu cần ngăn chặn cộng sản và Phong trào độc lập Đài Loan, thiết quân luật đã không được dỡ bỏ cho đến 1987.
Ngày nay, vẫn có hai hệ thống thiết quân luật với độ dài tồn tại vượt qua Đài Loan như tại Syria (kể từ cuộc đảo chính Syria 1963) hoặc ở Bờ Tây (từ Chiến tranh Sáu ngày với Israel năm 1967).

### Iran
Một trường hợp điển hình của hình thức thiết quân luật toàn diện trong lịch sử cận đại diễn ra tại Iran vào năm 1978. Vào ngày 7 tháng 9, vua Iran là Mohammad Reza Pahlavi bổ nhiệm tham mưu trưởng quân đội làm thống đốc quân sự của thủ đô Tehran. Các sư đoàn quân đội chiếm giữ vị trí tại các trọng điểm trong thành phố. (Thiết quân luật cũng được tuyên bố tại một số thành phố khác). Ngày 8 tháng 9, quân đội nổ súng vào người biểu tình, giết chết từ 300 đến 4000 người (số liệu ước tính theo các nguồn khác nhau). Ngày diễn ra sự kiện đó gọi là Ngày thứ Sáu Đen tối. Không thể kiểm soát tình trạng bất ổn, ngày 6 tháng 11, vua Iran giải tán chính quyền dân sự của Thủ tướng Jafar Sharif-Emami, và bổ nhiệm tướng Gholam Reza Azhari làm thủ tướng. Chính quyền quân sự của Azhari cũng thất bại trong việc mang lại trật tự cho đất nước. Trong nỗ lực cuối cùng khi chuẩn bị rời khỏi đất nước, vua Iran giải thể chính quyền quân sự và bổ nhiệm Shapour Bakhtiar, một người phê phán sự cai trị của ông, thành thủ tướng mới vào ngày 4 tháng 1 năm 1979. Chính quyền Bakhtiar bị lật đổ vào ngày 11 tháng 2, và cùng với nó, lịch sử hơn hai ngàn năm chế độ quân chủ ở Iran đã chấm dứt.

### Israel
Chính quyền hành chính quân đội có hiệu lực từ 1949-1966 tại một số khu vực có nhiều người Ả Rập của Israel, chủ yếu là ở Negev, Galilee và khu tam giác. Cư dân của các khu vực này là đối tượng của một số biện pháp kiểm soát đưa tới việc áp dụng thiết quân luật. Quân đội Israel thực thi các quy tắc cư trú nghiêm ngặt. Bất kỳ người Ả Rập nào không được đăng ký trong cuộc điều tra dân số tháng 11 năm 1948 đều bị trục xuất. Một người muốn di chuyển xa hơn khoảng cách cho phép từ nơi đăng ký cư trú của người đó cần có sự cho phép của thống đốc quân đội. Lệnh giới nghiêm, giam giữ hành chính và trục xuất diễn ra thường xuyên. Mặc dù chính quyền quân đội có quyền hạn lên toàn khu vực địa lý và quyền lực này không phân biệt dân tộc nào, nhưng những hạn chế rất ít khi được thực thi đối với cư dân Do Thái tại những khu vực này. Trong những năm 1950, thiết quân luật không còn có hiệu lực đối với những công dân Ả Rập sống ở các thành phố chủ yếu là người Do Thái, nhưng vẫn tồn tại hiệu lực ở tất cả địa phương Ả Rập tại Israel cho đến năm 1966.
Trong cuộc chiến Lebanon năm 2006, Bộ trưởng Quốc phòng Amir Peretz tuyên bố thiết quân luật tại phía bắc Israel. Lực lượng Quốc phòng Israel đã được cấp thẩm quyền ban hành các chỉ thị cho dân thường, đóng cửa văn phòng, trường học, trại và các nhà máy ở các thành phố được xem là có nguy cơ bị đe dọa tấn công, đồng thời áp đặt lệnh giới nghiêm vào các thành phố ở phía bắc.
Chỉ thị của Bộ Tư lệnh Hậu phương Israel là bắt buộc dưới chế độ thiết quân luật, chứ không phải chỉ đơn thuần là đề nghị.

### Philippines

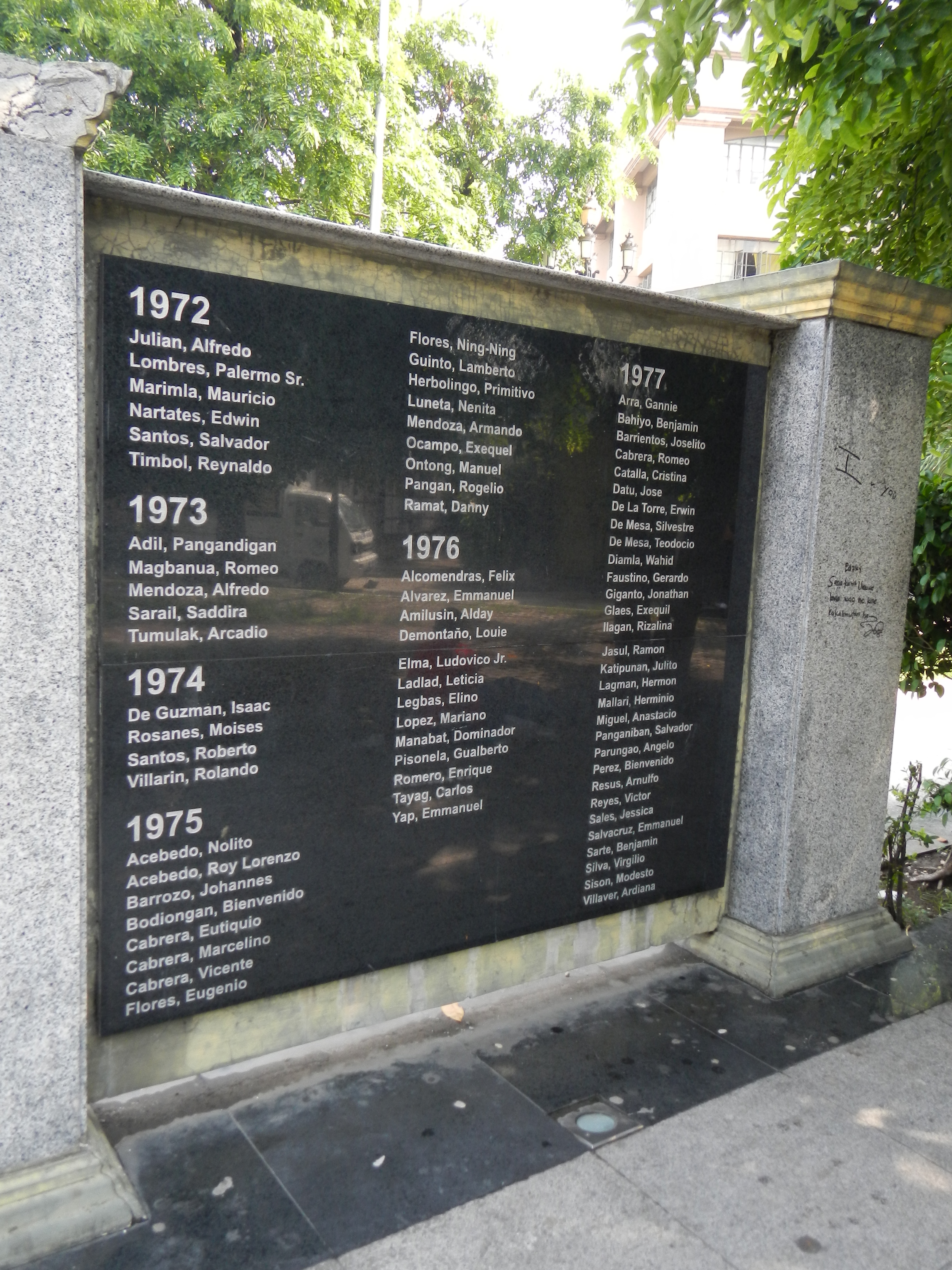
Đài tưởng niệm nạn nhân thiết quân luật tại thủ đô Manila.

Trong Thế chiến thứ II, Tổng thống Philippines Jose P. Laurel của nền Đệ Nhị Cộng hòa Philippines (một nhà nước phục vụ cho Đế quốc Nhật Bản) đặt Philippines trong tình trạng thiết quân luật thông qua Công bố số 29, có hiệu lực từ ngày 22 tháng 9 năm 1944. Công bố số 30 được ban hành ngày 23 tháng 9, tuyên bố tình trạng chiến tranh giữa Philippines với Hoa Kỳ và Vương quốc Anh.
Đất nước được đặt dưới thiết quân luật một lần nữa từ 1972 đến 1981 dưới sự cai trị độc tài của Ferdinand Marcos. Công bố số 1081 (công bố tình trạng thiết quân luật tại Philippines) có hiệu lực vào ngày 21 tháng 9 năm 1972 - tròn 28 năm sau công bố tương tự của Tổng thống Laurel. Lý do chính thức đằng sau việc thiết quân luật được tuyên bố là để ngăn chặn những xung đột dân sự tăng dần và các mối đe dọa về nguy cơ cộng sản chiếm quyền sau một loạt các vụ đánh bom (bao gồm cả sự cố Plaza Miranda) và nỗ lực ám sát Bộ trưởng Quốc phòng Juan Ponce Enrile, mà sau này công khai tiết lộ là do chính phủ dàn dựng.
Chính sách thiết quân luật được ban đầu được một bộ phận tầng lớp ủng hộ, nhưng cuối cùng nó trở nên không được lòng dân vì sự suy đồi, sự vượt quá giới hạn và vi phạm nhân quyền khi quân đội trở nên nổi quyền, chẳng hạn như sử dụng hình thức tra tấn trong việc thu thập thông tin tình báo. Cùng nền kinh tế suy thoái, những yếu tố này lên men bất đồng chính kiến trong nhiều tầng lớp (ví dụ như tầng lớp trung lưu đô thị) mà đỉnh điểm bất mãn là vụ ám sát thượng nghị sĩ Benigno Aquino, Jr. đang bị bỏ tù vì chống đối vào năm 1983, và gian lận bầu cử lan rộng trong các cuộc bầu cử chóng vánh vào năm 1986. Những nguyên do này cuối cùng đã dẫn đến cuộc Cách mạng Sức mạnh Nhân dân 1986, lật đổ Marcos và buộc ông phải sống lưu vong ở Hawaii, nơi ông qua đời vào năm 1989. Ứng cử viên tổng thống đối thủ của ông và góa phụ Corazon của thượng nghị sĩ Aquino đã được đưa lên làm người kế nhiệm ông.
Có lời đồn rằng Tổng thống Gloria Macapagal-Arroyo đã lên kế hoạch áp đặt thiết quân luật để chấm dứt âm mưu đảo chính quân sự, sự bất mãn dâng cao của lòng dân và những lời chỉ trích về tính hợp pháp của ông dựa trên kết quả bầu cử không rõ ràng. Thay vào đó, Tình trạng Khẩn cấp quốc gia được áp đặt vào năm 2006 từ ngày 24 tháng 2 đến ngày 3 tháng 3 để đè bẹp một âm mưu đảo chính và giải quyết những người chống đối.
Ngày 4 tháng 12 năm 2009, Tổng thống Arroyo chính thức đặt tỉnh Maguindanao vào tình trạng thiết quân luật thông qua Công bố số 1959. Công bố này cũng đình chỉ lệnh đình quyền giam giữ (lệnh buộc phải đem người bị bắt ra toà để xem nhà nước có quyền giam giữ người ấy hay không) trên địa bàn tỉnh. Thông báo này đến vài ngày sau khi hàng trăm binh lính chính phủ được đưa đến Maguindanao để tấn công các kho vũ khí của phe phái chính trị Ampatuan. Người phía Ampatuan có liên quan đến vụ thảm sát 58 người, bao gồm người của phía chính trị gia đối lập là Mangudadatu (thống đốc tỉnh Maguindanao), các luật sư nhân quyền và 31 nhân viên truyền thông. Được đánh giá là một trong những sự cố bạo lực chính trị đẫm máu nhất trong lịch sử Philippines, vụ thảm sát đã bị lên án khắp thế giới với số lượng chuyên gia truyền thông thiệt mạng nhiều nhất diễn ra trong một ngày.
Ngày 24/05/2017, Tổng thống Rodrigo Duterte đã ban hành thiết quân luật trên toàn bộ đảo Mindanao - nơi có nhiều người dân theo đạo Hồi nhằm dùng vũ lực trấn áp các tay súng Hồi giáo thề trung thành với Nhà nước Hồi giáo Iraq và Levant (IS).

### Thái Lan
Tại Thái Lan, nhiều cuộc đảo chính đã diễn ra từ những năm 1930, nhưng nhiều trong số đó đã thất bại. Trong năm 2004, Thủ tướng Chính phủ Thái Lan, Thaksin Shinawatra, tuyên bố tình trạng thiết quân luật ở các tỉnh Pattani, Yala và Narathiwat nhằm đối phó với cuộc nổi dậy đang leo thang ở miền Nam Thái Lan. Ngày 19 tháng 9 năm 2006, quân đội Thái Lan tuyên bố thiết quân luật sau một cuộc đảo chính quân sự không đổ máu ở thủ đô Bangkok, tuyên bố được đưa ra trong khi Thủ tướng Shinawatra đang tham gia cuộc họp với Đại hội đồng Liên Hợp Quốc ở New York. Tướng Sonthi Boonyaratglin tước quyền kiểm soát của chính phủ và nhanh chóng bàn giao chức Thủ tướng cho cựu tổng tư lệnh lục quân Thái Lan, Surayud, còn Sonthi giữ chức chủ tịch Hội đồng Cải cách Hành chính.
Tháng 1 năm 2007, tình trạng thiết quân luật được bãi bỏ, nhưng chính quyền vẫn tiếp tục kiểm duyệt báo chí và bị cáo buộc vi phạm nhân quyền. Họ cũng cấm các hoạt động và hội họp chính trị cho tới tháng 5 năm 2007.

### Thổ Nhĩ Kỳ
Từ khi nước Cộng hòa Thổ Nhĩ Kỳ thành lập vào năm 1923, quân đội tiến hành ba cuộc đảo chính và công bố thiết quân luật. Thiết quân luật từ năm 1978 đến năm 1983 đã được thay thế bằng Tình trạng Khẩn cấp ở một số địa phương giới hạn, kéo dài cho đến tháng 11 năm 2002.

### Triều Tiên
Tháng 10 năm 1946, Chính phủ Quân đội Hoa Kỳ tại Triều Tiên đã tuyên bố thiết quân luật đối với cuộc nổi dậy mùa thu tại Daegu. Ngày 17 tháng 11 năm 1948, chế độ Tổng thống Lý Thừa Vãn tuyên bố thiết quân luật để dập tắt cuộc khởi nghĩa Jeju. Ngày 19 tháng 4 năm 1960, chính phủ Lý Thừa Vãn tuyên bố thiết quân luật để đàn áp cuộc cách mạng tháng Tư.
Tháng 3 năm 1993, vài ngày sau khi rút khỏi Hiệp ước không phổ biến vũ khí hạt nhân, Triều Tiên tuyên bố thiết quân luật và yêu cầu quân đội sẵn sàng chiến tranh. Từ ngày 29 tháng 1 năm 2013, Triều Tiên lại được đặt dưới thiết quân luật, Kim Jong-un kêu gọi "tất cả mọi đơn vị ở mặt trận và trung ương cần sẵn sàng chiến tranh".

### Ukraina
Giới hạn của thiết quân luật được đề cập trong một luật vào năm 2015 "On the Legal Regime of Martial Law". Tổng thống Ukraina là người quyết định việc ban hành thiết quân luật và sau đó Verkhovna Rada phải xét duyệt nó.
Vào ngày 26 tháng 11 năm 2018, các nhà lập pháp ở Verkhovna Rada đã ủng hộ việc ban hành thiết quân luật trên các khu vực bờ biển Ukraina và các khu vực có đường biên giới với Liên bang Nga và Transnistria, một nước ly khai không được công nhận của Moldova mà có quân đội Nga đóng quân, của Tổng thống Petro Poroshenko, phản ứng việc các tàu hải quân của Ukraina bị bắt giữ bởi Nga gần bán đảo Crimea một ngày trước đó. Tổng cộng có 276 nhà lập pháp ở Kyiv ủng hộ, và thiết quân luật có hiệu lực từ ngày 28 tháng 11 năm 2018 và tự hết hạn trong 30 ngày.
Vào ngày 24 tháng 2 năm 2022, Tổng thống Volodymyr Oleksandrovych Zelensky đã ban hành thiết quân luật sau vụ việc Nga tấn công vào Ukraina.

## Hình ảnh

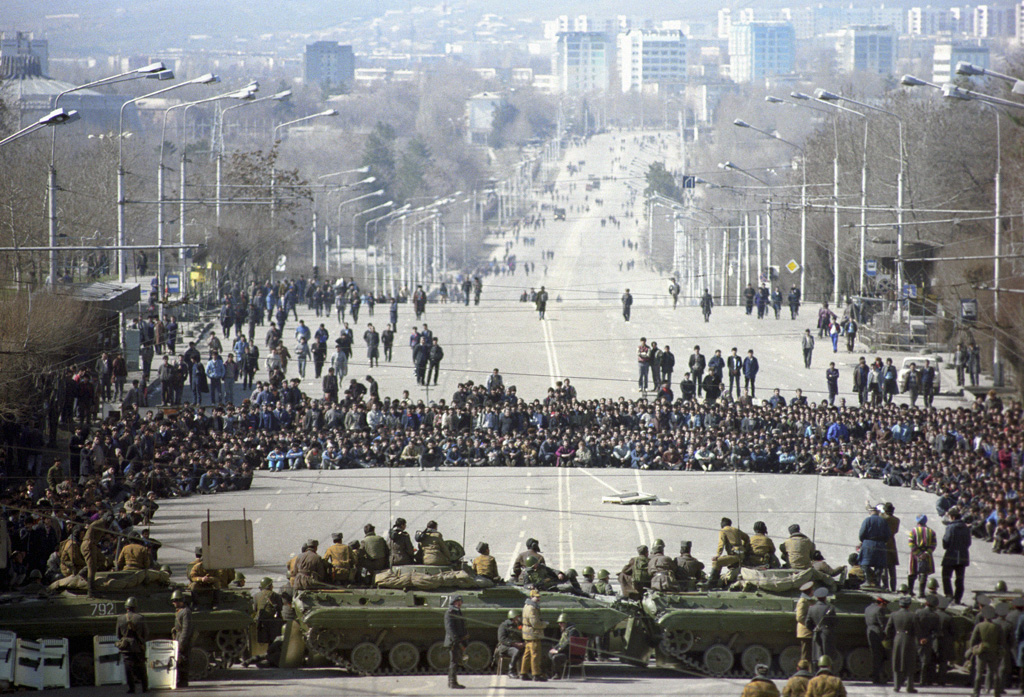
Cuộc nổi dậy ở Dushanbe, tháng 2 năm 1990 tại Liên bang Xô Viết. Thiết quân luật được áp dụng trong thành phố.
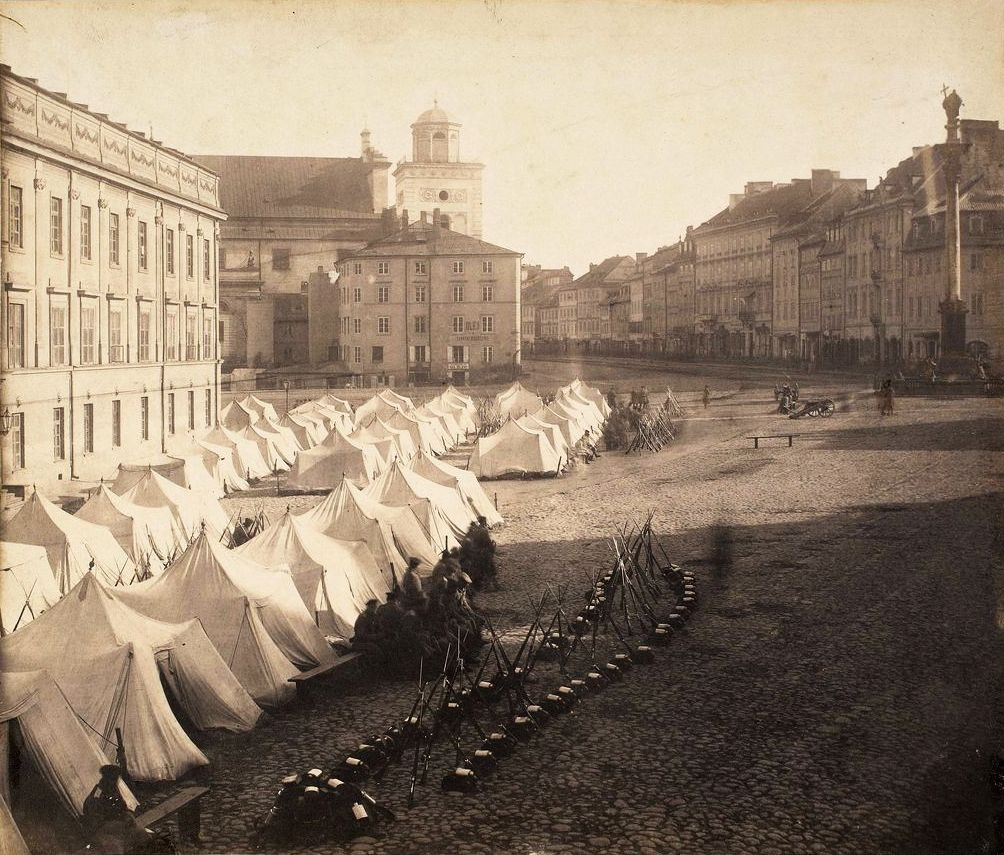
Quân đội Nga đóng trên đường phố Warsaw trong thời thiết quân luật năm 1861.
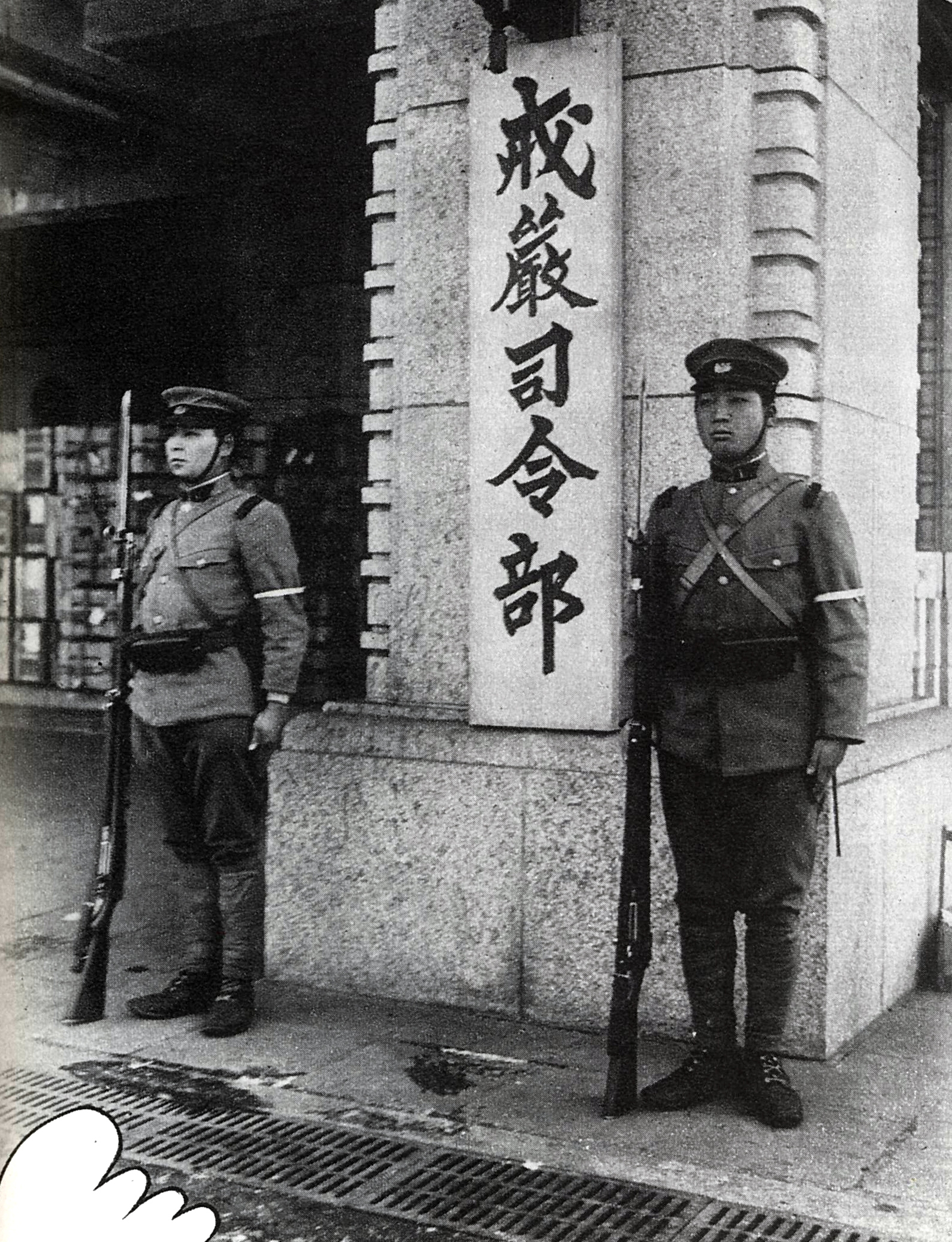
Thiết quân luật được áp dụng tại Tokyo sau Sự cố 26 tháng 2 năm 1936.